# Phaedrotoma atomosa
Phaedrotoma atomosa är en stekelart som först beskrevs av Fischer 1963.  Phaedrotoma atomosa ingår i släktet Phaedrotoma och familjen bracksteklar. Inga underarter finns listade i Catalogue of Life.